# Kleine weidespreeuw
De kleine weidespreeuw (Leistes defilippii synoniem: Sturnella defilippii) is een zangvogel uit de familie Icteridae (troepialen).

## Verspreiding en leefgebied
Deze soort komt voor in de pampa's van oostelijk Argentinië (zeldzaam in Uruguay en zuidoostelijk Brazilië)